# Comuna Lemeșiv, Horohiv
Lemeșiv (în ucraineană Лемешів) este o comună în raionul Horohiv, regiunea Volînia, Ucraina, formată din satele Kozeatîn și Lemeșiv (reședința).

## Demografie
Componența lingvistică a satului Lemeșiv
     Ucraineană (99,6%)
     Alte limbi (0,4%)
Conform recensământului din 2001, majoritatea populației satului Lemeșiv era vorbitoare de ucraineană (99,6%), existând în minoritate și vorbitori de alte limbi.